# Rockford Peaches
Le Rockford Peaches sono state una squadra professionistica di baseball femminile che ha militato dal 1943 al 1954 nella All-American Girls Professional Baseball League. Le Peaches sono state un membro fondatore della lega, e avevano sede nella città di Rockford.
Le Rockford Peaches sono state una delle due squadre che ha giocato in ogni stagione della AAGPBL insieme alle South Bend Blue Sox. Le partite in casa furono giocate al Beyer Stadium sulla 15th Avenue a Rockford. L'uniforme della squadra consisteva in un vestito color pesca con il sigillo della città di Rockford centrato sul petto, insieme a calzini e berretto rossi. Negli anni successivi, le Peaches indossarono una divisa bianca con calzini e berretto neri.

## Storia
È stata la squadra più vincente dell'AAGPBL, avendo vinto il campionato nel 1945, 1948, 1949 e 1950. La tintura per vestiti era difficile da trovare verso la fine della guerra e la squadra scelse di tingere le divise bianche di una leggera sfumatura color pesca, che ha ispirato il soprannome della squadra. 
Le giocatrici delle Peaches che furono nominate nelle squadre All-Star dal 1946 al 1954 includevano Dorothy Kamenshek, Lois Florreich, Dorothy Harrell, Carolyn Morris, Alice Pollitt, Ruth Richard, Rose Gacioch, Eleanor Callow e Joan Berger . La lanciatrice Olive Little ha lanciato il primo no-hitter sia nella storia della squadra che in quella del campionato. Florreich è stata la miglior lanciatrice del campionato nel 1949. Gladys Davis ha vinto il titolo di miglior battitrice del campionato nella stagione inaugurale del 1943, mentre Kamenshek lo ha vinto nelle stagioni 1946 e 1947 .
L'ultima giocatrice vivente del primo roster delle Peaches nella AAGPBL, la lanciatrice Mary Pratt, è morta il 6 maggio 2020, all'età di 101 anni.

## Allenatori
- Eddie Stumpf (1943)
- Jack Kloza (1944)
- Bill Allington (1945-1946)
- William Edwards (1947)
- Bill Allington (1948-1952)
- Johnny Rawlings (1953-1954)

## Nella cultura di massa
Le Rockford Peaches appaiono nel film del 1992 Ragazze vincenti di Penny Marshall, anche se tutti i personaggi del film sono fittizi. In realtà la squadra non ha giocato nella finale del 1943 (come accade nel film) che si tenne tra le Racine Belle e le Kenosha Comets. Le Peaches vinsero il loro primo titolo nel 1945. La formazione delle Rockford Peaches è anche rappresentata nella serie televisiva del 2022 Ragazze vincenti - La serie.